# Auto Motor und Sport
Auto Motor und Sport (зачастую сокращаемый до AMS или стилизованный auto motor und sport) — лидирующий немецкий автомобильный журнал, основанный в 1946 году. Выпускается один раз в две недели дочерним предприятием издательства Motor Presse Stuttgart под названием Motor Presse Netzwerk.
Журнал охватывает новости из мира автоспорта, дебюты новых и обновлённых моделей на автосалонах, автомобильные тренды, обзоры транспортных средств и прочие темы, так или иначе связанные с автомобилями. Особое внимание уделяется немецкому рынку. Лицензионные международные издания выходят в таких странах, как Аргентина, Бразилия, Болгария, Китай, Хорватия, Чехия, Франция, Венгрия, Мексика, Норвегия, Польша, Португалия, Румыния, Словакия, Испания, Швеция, Швейцария и Турция.

## История
Издание первоначально издавалось во Фрайбурге и было создано тремя мужчинами: двумя гонщиками по имени Пауль Пич и Эрнст Трёльч и предпринимателем по имени Джоф Хуммель. Первое издание называлось «Das Auto» и вышло на рождество 1946 года. Второе издание вышло в январе 1947 года и покрывало также материал за февраль.
К 1950 году потребности в расширении тиража потребовали переезда в более крупные помещения в Штутгарте. В течение 1960-х годов спрос на журнал увеличился с примерно 150 000 экземпляров на каждый выпуск до 400 000 экземпляров. Это отразилось на увеличении числа зарегистрированных автомобилей в Западной Германии. Так в 1960 году в стране было зарегистрировано 4,5 миллиона автомобилей, а в 1969 году — уже 12,5 миллионов. Между 1975 и 1982 годами главным редактором журнала был Фердинанд Симонейт. В период с 2001 по 2002 год тираж журнала составил 494 000 экземпляров.
Тираж журнала составил 406 474 экземпляров в период 2010—2011 годов, что сделало его девятым бестселлером в секторе европейских автомобильных журналов. В сентябре 2012 года руководство над выпуском издания у Бернда Остманна переняли Ральф Алекс и Йенс Катеманн.

## Статистика
В четвёртом квартале 2012 года среднемесячный тираж составил 367 436 копий. Это 2,98 % меньше, чем в предыдущем квартале года. Число подписчиков издания составило в среднем 168 603 человек.